# Gołymin-Ośrodek
Gołymin-Ośrodek ist ein Dorf und Sitz der gleichnamigen Gemeinde im Powiat Ciechanowski der Woiwodschaft Masowien, Polen.

## Gemeinde
Zur Landgemeinde (gmina wiejska) Gołymin-Ośrodek gehören 27 Ortschaften:
Garnowo Duże
Gogole Wielkie
Gołymin-Ośrodek
Gołymin-Południe
Gołymin-Północ
Konarzewo-Marcisze
Mierniki
Morawka
Nieradowo
Nowy Gołymin
Obiedzino Górne
Osiek-Aleksandrowo
Osiek Górny
Osiek-Wólka
Nasierowo-Dziurawieniec
Nasierowo Górne
Nowy Kałęczyn
Pajewo-Szwelice
Pajewo Wielkie
Ruszkowo
Smosarz-Dobki
Stare Garnowo
Watkowo
Wielgołęka
Wola Gołymińska
Wróblewko
Zawady Dworskie
Weitere Orte der Gemeinde sind:
Anielin
Gogole-Steczki
Konarzewo-Reczki
Konarzewo Wielkie
Konarzewo-Gołąbki
Konarzewo-Skuze
Nasierowo Dolne
Truszki
Osiek Dolny
Pajewo-Cyty
Pajewo-Rżyski
Rybakówka
Smosarz-Pianki
Morawy-Kafasy
Morawy-Kopcie
Morawy-Laski
Morawy-Wicherki
Stary Kałęczyn
Konarzewo-Sławki
Chruściele
Gostkowo
Wróblewo
Zawady Włościańskie